# Шалгайський сільський округ
Шалга́йський сільський округ (каз. Шалғай ауылдық округі, рос. Шалгайский сельский округ) — адміністративна одиниця у складі Байтерецького району Західноказахстанської області Казахстану. Адміністративний центр — село Шалгай.
Населення — 767 осіб (2021; 1112 у 2009, 1960 у 1999, 2413 у 1989).
Станом на 1989 рік існувала Первосовєтська сільська рада (села Білоглинка, Карпово, Первосовєтське, Талова). 2011 було ліквідовано село Білоглинка. 2010 року Первосовєтський сільський округ отримав сучасну назву.

## Склад
До складу округу входять такі населені пункти:
| Населений пункт  | Старі назви                   | Населення, осіб (1989) | Населення, осіб (1999) | Населення, осіб (2009) | Населення, осіб (2021) |
| ---------------- | ----------------------------- | ---------------------- | ---------------------- | ---------------------- | ---------------------- |
| Білоглинка, село | -                             | 473                    | 390                    | 11                     | -                      |
| Талова, село     | Вічний                        | 338                    | 250                    | 49                     | 21                     |
| Тиндала, село    | Карпово                       | 410                    | 333                    | 105                    | 57                     |
| Шалгай, село     | Первосовєтське, Первосовєтськ | 1192                   | 987                    | 947                    | 689                    |